# Polygondwanaland
Polygondwanaland es el duodécimo álbum de estudio de la banda australiana de rock psicodélico King Gizzard & the Lizard Wizard. El álbum fue lanzado bajo una licencia de código abierto: la banda cargó las master tapes en línea para que cualquiera las usara. Fue lanzado el 17 de noviembre de 2017. Fue el cuarto de los cinco álbumes lanzados por la banda en 2017.

## Antecedentes y concepción
El título del álbum es un acrónimo de las palabras polygon y Gondwanaland.
Polygondwanaland apareció por primera vez como una filtración parcial en las demos de la banda para el álbum. La filtración se cargó en SoundCloud, pero pronto se eliminó. Como resultado, las noticias del álbum eran escasas y en su mayoría involucraban rumores, uno de los cuales decía que sería el último de los cinco álbumes lanzados en 2017.
La canción "Crumbling Castle", que apareció en la demo, fue interpretada en vivo por la banda en septiembre de 2016, aunque en una forma mucho más corta. Sin embargo, permaneció inactivo durante muchos meses durante un período especialmente prolífico para la banda, lo que llevó a la especulación de que la pista podría haber sido eliminada. Tanto la pista como el video musical se lanzaron finalmente el 18 de octubre de 2017, exactamente un año después de que se subiera a YouTube la primera interpretación de la canción. La legitimidad de las demostraciones se confirmó casi en este punto, ya que la pista no solo incluía el nombre del álbum en la letra, sino que también contenía largos pasajes musicales de la misma duración que la demo.
Polygondwanaland se anunció oficialmente en la página de Facebook de la banda el 14 de noviembre de 2017. La banda dio a conocer la fecha de lanzamiento y la portada, y declaró: "Este álbum es GRATIS. Gratis como en gratis", animando a los fans a hacer sus propias copias y bootlegs del álbum. La banda dijo que no venderían el álbum de ninguna forma, incluso yendo tan lejos como para poner las master tapes en línea (incluido un master de vinilo) para uso gratuito. El álbum se subió a servicios de transmisión como Spotify y Apple Music el 18 de noviembre. Los archivos de las master tapes y el arte se pueden descargar del sitio web de la banda para uso personal o para imprimir CD y vinilo.
El día del anuncio, varios sellos anunciaron que producirían sus propias copias físicas del álbum. Entre estos se encontraban ATO Records, Blood Music, Fuzz Cult Records y Greenway Records. Los fans también iniciaron campañas de financiación colectiva en sitios como Facebook y Kickstarter para producir sus propias versiones del álbum. Después de ser lanzados por 88 sellos en todo el mundo en 188 variantes diferentes, anunciaron una "edición oficial de Flightless" de Polygondwanaland.

## Música
El álbum ha sido descrito como rock progresivo y rock psicodélico.

## Recepción
Polygondwanaland fue generalmente bien recibido por los críticos musicales profesionales en su lanzamiento inicial. En una revisión de 4 de 5 estrellas para AllMusic, el escritor Tim Sendra afirmó: "Escucharlos incorporar todas las diferentes florituras sónicas que han empleado en el pasado en busca de buenas canciones y no un concepto superior significa que el álbum puede pasar desapercibido, pero sonará genial para cualquiera que no se asuste por la falta de teatro. Temas como el espeluznantemente restringido "Searching", el desenfrenado "The Fourth Color", el tribal "The Castle in the Air" o la canción principal son el trabajo de una banda en pleno dominio de su proceso y resultados".
Pitchfork le dio al álbum una puntuación de 7.2/10 y lo clasificó en el puesto 17 en su lista de los 20 mejores álbumes de rock de 2017.

## Lista de canciones
Títulos de pistas adaptados de diymag.com
Información del autor del LP de Flightless Records
| N.º | Título                              | Escritor(es)                        | Duración |  |
| 1.  | «Crumbling Castle»                  | Stu Mackenzie                       | 10:46    |  |
| 2.  | «Polygondwanaland»                  | Stu Mackenzie                       | 3:33     |  |
| 3.  | «The Castle in the Air»             | Stu Mackenzie, Joey Walker          | 2:48     |  |
| 4.  | «Deserted Dunes Welcome Weary Feet» | Mackenzie, Walker, Michael Cavanagh | 3:34     |  |
| 5.  | «Inner Cell»                        | Walker, Mackenzie, Cavanagh         | 3:56     |  |
| 6.  | «Loyalty»                           | Walker, Mackenzie, Cavanagh         | 3:59     |  |
| 7.  | «Horology»                          | Walker, Mackenzie, Cavanagh         | 2:52     |  |
| 8.  | «Tetrachromacy»                     | Mackenzie, Walker, Cavanagh         | 3:31     |  |
| 9.  | «Searching...»                      | Stu Mackenzie                       | 3:04     |  |
| 10. | «The Fourth Colour»                 | Stu Mackenzie                       | 6:13     |  |

## Personal
King Gizzard & the Lizard Wizard
- Michael Cavanagh - batería (pistas 1-8), percusión (pistas 1, 2, 3, 8, 10), marimba de cristal (pista 1)
- Cook Craig - guitarra eléctrica (pistas 1, 8, 10), sintetizadores (pistas 9, 10)
- Ambrose Kenny-Smith - armónica (pistas 1, 3, 8, 10), voz (pistas 8, 10)
- Stu Mackenzie - voz (todas las pistas), guitarra eléctrica (pistas 1, 2, 4, 7, 8, 10), bajo (pistas 1, 3-7, 9), guitarra acústica (pistas 2, 4, 8-10) ), sintetizadores (todas las pistas), flauta (pistas 1-3, 5-8), marimba de cristal (pista 1), mellotron (pistas 2, 4), percusión (pista 9)
- Eric Moore - dirección (todas las pistas)
- Lucas Skinner - bajo (pista 10), sintetizador (pista 7)
- Joey Walker - guitarra eléctrica (pistas 1, 3, 5-7, 10), guitarra acústica (pistas 3, 5), bajo (pistas 1, 2, 4, 8), sintetizadores (pistas 5-7, 9, 10) ), voz (pistas 1-8, 10), percusión (pistas 1-3, 5, 7, 8, 10)

Músicos adicionales
- Leah Senior - palabra hablada (pista 3)

Producción
- Casey Hartnett - grabación (pistas 2, 5, 7, 8)
- Stu Mackenzie - grabación (pistas 6, 9), grabación adicional, producción
- Ryan K. Brennan - grabación (pistas 1, 10)
- Joey Walker - grabación adicional
- Sam Joseph - mezcla
- Joe Carra - masterización
- Jason Galea - ilustración y diseño